# Molossops
Molossops ist eine Gattung aus der Familie der Bulldoggfledermäuse (Molossidae), deren Vertreter in Südamerika beheimatet sind.

## Beschreibung
Molossops–Arten haben eine Kopf-Rumpf-Länge von 40 bis 95 mm, eine Unterarmlänge von 28 bis 51 mm und wiegen zwischen 5 und 12 g. Der Schwanz ist wie bei anderen Vertretern der Bulldoggfledermäuse frei und in dieser Gattung 14–37 mm lang. Die Fellfarbe ist variabel von gelblich braun über rostrot bis fast schwarz, wobei die Bauchregion jeweils heller ist. Die Gattung sieht den Samtfledermäusen (Gattung Molossus) ähnlich, unterscheidet sich jedoch von dieser durch das Vorhandensein einer dichteren Behaarung an der Unterseite der Flügel entlang des Unterarms. Das Gesicht ist breit, die Ohren weit voneinander entfernt und die Lippen weisen keine Falten auf. Im Gegensatz zur Gattung Myopterus besitzt Molossops keine zwei Gruben im Keilbein.

## Lebensweise
Molossops-Arten sind wie die meisten Fledermäuse nachtaktiv und ernähren sich von Insekten. Den Tag verbringen sie in hohlen Baumstämmen und anderen Baumhöhlen. Sie bewohnen unterschiedliche tropische Habitate und sind wie andere Vertreter der Bulldoggfledermäuse agile Krabbler und schnelle Flieger.

## Arten und Verbreitung
Die deutschen Namen folgen dem Wörterbuch der Säugetiernamen von T. C. H. Cole.
- Äquatoriale Breitschnauzenfledermaus (Molossops aequatorianus) – Nur in Ecuador rund um die Stadt Guayaquil zu finden. Die Art wird von der IUCN  als stark gefährdet („endangered“) eingestuft.[2]
- Mato Grosso-Breitschnauzenfledermaus, auch Mato-Grosso-Flachkopf-Bulldoggfledermaus oder Südamerikanische Flachkopf-Fledermaus (Molossops mattogrossensis) – Venezuela bis Brasilien
- Rötliche Breitschnauzenfledermaus (Molossops neglectus) – Im Amazonasbecken und Süden Brasiliens. Die Art wurde erst 1980 beschrieben.
- Zwerg-Breitschnauzenfledermaus (Molossops temminckii) – Venezuela bis Zentral-Argentinien